# Placikovți
Placikovți (în bulgară Плачковци) este un oraș în Obștina Triavna, Regiunea Gabrovo, Bulgaria.

## Demografie
Componența etnică a orașului Placikovți
     Bulgari (94,37%)
     Nicio identificare (4,56%)
     Altele (1,22%)
La recensământul din 2011, populația orașului Placikovți era de 1.796 locuitori. Din punct de vedere etnic, majoritatea locuitorilor (94,37%) erau bulgari. Pentru 4,56% din locuitori nu este cunoscută apartenența etnică.